# Gustavo Poyet
Gustavo Augusto Poyet Domínguez, detto Gus Poyet (Montevideo, 15 novembre 1967), è un allenatore di calcio ed ex calciatore uruguaiano, di ruolo centrocampista, tecnico dello Jeonbuk Hyundai.

## Biografia
È il padre di Diego Poyet, suo assistente tecnico nella nazionale greca.

## Carriera

### Calciatore
La carriera da professionista in Europa di Poyet inizia nella stagione 1988-1989 nel club francese del Grenoble. La stagione successiva è nelle file della compagine uruguaiana del Bella Vista di Montevideo. Poyet si trasferisce quindi in Spagna, dove si afferma nel Real Saragozza. Nei sette anni trascorsi nella Liga spagnola Poyet vince una Coppa del Re (1994) e una Coppa delle Coppe (1994-1995, in finale contro l'Arsenal), collezionando in tutto 239 presenze e 39 reti, diventando così il giocatore straniero con più presenze nella storia del club aragonese.
Le convincenti prestazioni del "motorino" di centrocampo uruguagio inducono il Chelsea ad acquistarlo nel 1997. Il giocatore (che pure subisce un grave infortunio ai legamenti di un ginocchio) non tradisce le attese, mettendo a segno 36 gol in 105 incontri disputati e conquistando, nel 1997-1998, la sua seconda Coppa delle Coppe, in finale contro lo Stoccarda. A questo trofeo seguono la conquista della Supercoppa europea contro il Real Madrid nell'agosto del 1998, vinta grazie ad un suo gol, e, nel 1999-2000, la FA Cup.
La sua carriera inglese prosegue tra le file del Tottenham Hotspur, dove realizza 18 reti in 3 anni (a fronte delle 82 presenze totalizzate). Chiude la carriera da calciatore nello Swindon Town, squadra che gli permette di fare la prima esperienza da viceallenatore.
Con la maglia della nazionale uruguaiana Poyet ha totalizzato 26 presenze e messo a segno 3 reti. Nel 1995, battendo in finale il Brasile, ha vinto la Coppa America.

### Allenatore
Dal 22 maggio 2006 al 24 ottobre 2006 è vice-allenatore di Dennis Wise allo Swindon Town e dal 24 ottobre 2006 al 29 ottobre 2007 al Leeds United. Dal 29 ottobre 2007 al 26 ottobre 2008 è vice allenatore di Juande Ramos al Tottenham Hotspur.
Il 10 novembre 2009 ottiene il suo primo incarico di primo allenatore assumendo la guida del Brighton & Hove, formazione militante nella League One, chiamando come suo vice l'ex compagno Mauricio Taricco. Inizia subito con una bella vittoria ai danni del Southampton per 3-1.
Nella stagione 2010-2011 Brighton & Hove raggiunge un'inaspettata promozione, facendo balzare la squadra dalla terza divisione alla Championship, campionato cadetto inglese. All'improvviso il 23 giugno 2013 viene esonerato in diretta tv.
L'8 ottobre 2013 sostituisce Paolo Di Canio sulla panchina del Sunderland. Conquista la salvezza durante il recupero contro il West Bromwich Albion prima dell'ultima giornata. Durante la prima stagione arriva in finale di League Cup, poi persa contro il Manchester City. Il 16 marzo 2015 viene esonerato dopo la sconfitta interna per 0-4 dall'Aston Villa.
Il 29 ottobre subentra al dimissionario Traïanos Dellas sulla panchina dell'AEK Atene, club militante nella massima serie Greca, firmando fino a giugno 2016.
Il 20 aprile 2016 viene licenziato dopo aver manifestato il suo addio al termine della stagione sportiva.
Il 9 maggio 2016 viene ufficializzato come nuovo tecnico del Betis Siviglia, per sostituire l'esonerato Juan Merino. Il 12 novembre viene sollevato dall'incarico.
Il 29 novembre 2016 viene nominato tecnico del club cinese del Shanghai Shenhua. L'11 settembre 2017, dopo la sconfitta contro l'Henan Jianye, si dimette lasciando il club al dodicesimo posto in campionato.
Il 20 gennaio 2018 subentra sulla panchina del Bordeaux, in Ligue 1, per poi chiudere il campionato 2017-2018 al sesto posto. Nell'agosto seguente è esonerato dopo aver criticato pubblicamente la dirigenza per la cessione del calciatore Gaëtan Laborde al Montpellier.
Il 3 febbraio 2022 viene nominato commissario tecnico della Grecia, prima sua esperienza alla guida di una nazionale. Ottiene il primo posto nel girone di Lega C di UEFA Nations League e la qualificazione alla Lega B (cinque vittorie in sei gare), oltre al diritto ad avere una seconda chance di qualificazione al campionato d'Europa 2024, dopo il terzo posto degli ellenici nel raggruppamento delle eliminatorie. Poyet fallisce tuttavia l'obiettivo dell'accesso al campionato europeo, perdendo la finale degli spareggi ai tiri di rigore contro la Georgia a Tbilisi, e di lì a qualche mese lascia la nazionale.

## Statistiche

### Allenatore
Statistiche aggiornate al 13 febbraio 2025. In grassetto le competizioni vinte.
| Stagione            | Squadra              | Campionato        | Campionato | Campionato | Campionato | Campionato | Coppe nazionali | Coppe nazionali | Coppe nazionali | Coppe nazionali | Coppe nazionali | Coppe continentali | Coppe continentali | Coppe continentali | Coppe continentali | Coppe continentali | Altre coppe | Altre coppe | Altre coppe | Altre coppe | Altre coppe | Totale | Totale | Totale | Totale | % Vittorie | Piazzamento |
| Stagione            | Squadra              | Comp              | G          | V          | N          | P          | Comp            | G               | V               | N               | P               | Comp               | G                  | V                  | N                  | P                  | Comp        | G           | V           | N           | P           | G      | V      | N      | P      | %          | Piazzamento |
| ------------------- | -------------------- | ----------------- | ---------- | ---------- | ---------- | ---------- | --------------- | --------------- | --------------- | --------------- | --------------- | ------------------ | ------------------ | ------------------ | ------------------ | ------------------ | ----------- | ----------- | ----------- | ----------- | ----------- | ------ | ------ | ------ | ------ | ---------- | ----------- |
| nov. 2009-2010      | Brighton             | FL1               | 31         | 12         | 9          | 10         | FACup+CdL       | 4+0             | 3+0             | 0+0             | 1+0             | -                  | -                  | -                  | -                  | -                  | -           | -           | -           | -           | -           | 35     | 15     | 9      | 11     | 42,86      | Sub., 13°   |
| 2010-2011           | Brighton             | FL1               | 46         | 28         | 11         | 7          | FACup+CdL       | 7+1             | 4+0             | 2+0             | 1+1             | -                  | -                  | -                  | -                  | -                  | EFL         | 1           | 0           | 0           | 1           | 55     | 32     | 13     | 10     | 58,18      | 1°          |
| 2011-2012           | Brighton             | FLC               | 46         | 18         | 14         | 14         | FACup+CdL       | 4+3             | 1+2             | 2+0             | 1+1             | -                  | -                  | -                  | -                  | -                  | -           | -           | -           | -           | -           | 53     | 21     | 16     | 16     | 39,62      | 10°         |
| 2012-2013           | Brighton             | FLC               | 46+2       | 19+0       | 18+1       | 9+1        | FACup+CdL       | 2+1             | 1+0             | 0+0             | 1+1             | -                  | -                  | -                  | -                  | -                  | -           | -           | -           | -           | -           | 51     | 20     | 19     | 12     | 39,22      | 4°          |
| Totale Brighton     | Totale Brighton      | Totale Brighton   | 171        | 77         | 53         | 41         |                 | 22              | 11              | 4               | 7               |                    | -                  | -                  | -                  | -                  |             | -           | -           | -           | -           | 193    | 88     | 57     | 48     | 45,60      |             |
| ott. 2013-2014      | Sunderland           | PL                | 31         | 10         | 7          | 14         | FACup+CdL       | 5+4             | 3+3             | 1+0             | 1+1             | -                  | -                  | -                  | -                  | -                  | -           | -           | -           | -           | -           | 41     | 16     | 8      | 16     | 39,02      | Sub., 14°   |
| 2014-mar. 2015      | Sunderland           | PL                | 29         | 4          | 14         | 11         | FACup+CdL       | 4+2             | 2+1             | 1+0             | 1+1             | -                  | -                  | -                  | -                  | -                  | -           | -           | -           | -           | -           | 35     | 7      | 15     | 13     | 20,00      | Eson.       |
| Totale Sunderland   | Totale Sunderland    | Totale Sunderland | 60         | 14         | 21         | 25         |                 | 15              | 9               | 2               | 4               |                    | -                  | -                  | -                  | -                  |             | 1           | 0           | 0           | 1           | 75     | 23     | 23     | 29     | 30,67      |             |
| nov. 2015-apr. 2016 | AEK Atene            | SLE               | 22         | 12         | 5          | 5          | CG              | 6               | 6               | 0               | 0               | -                  | -                  | -                  | -                  | -                  | -           | -           | -           | -           | -           | 28     | 18     | 5      | 5      | 64,29      | Sub., Eson. |
| ago.-nov. 2016      | Real Betis           | PD                | 11         | 3          | 2          | 6          | CR              | -               | -               | -               | -               | -                  | -                  | -                  | -                  | -                  | -           | -           | -           | -           | -           | 11     | 3      | 2      | 6      | 27,27      | Eson.       |
| 2017                | Shanghai Shenhua     | CSL               | 23         | 6          | 6          | 11         | CC              | 5               | 4               | 0               | 1               | ACL                | 1                  | 0                  | 0                  | 1                  | -           | -           | -           | -           | -           | 29     | 10     | 6      | 13     | 34,48      | Dim.        |
| gen.-mag. 2018      | Bordeaux             | L1                | 16         | 9          | 2          | 5          | -               | -               | -               | -               | -               | -                  | -                  | -                  | -                  | -                  | -           | -           | -           | -           | -           | 16     | 9      | 2      | 5      | 56,25      | Sub, 6°     |
| ago. 2018           | Bordeaux             | L1                | 1          | 0          | 0          | 1          | CF+CdL          | 0+0             | 0+0             | 0+0             | 0+0             | UEL                | 4                  | 4                  | 0                  | 0                  | -           | -           | -           | -           | -           | 5      | 4      | 0      | 1      | 80,00      | Eson.       |
| Totale Bordeaux     | Totale Bordeaux      | Totale Bordeaux   | 17         | 9          | 2          | 6          |                 | 0               | 0               | 0               | 0               |                    | 4                  | 4                  | 0                  | 0                  |             | -           | -           | -           | -           | 21     | 13     | 2      | 6      | 61,90      |             |
| 2021                | Universidad Católica | PD                | 18         | 9          | 2          | 7          | -               | -               | -               | -               | -               | CL                 | 8                  | 3                  | 0                  | 5                  | SC          | 1           | 1           | 0           | 0           | 27     | 13     | 2      | 12     | 48,15      | Eson.       |
| 2025                | Jeonbuk Hyundai      | K1                | 4          | 1          | 1          | 2          | CCS             | 0               | 0               | 0               | 0               | AFCL2              | 3                  | 2                  | 0                  | 1                  | -           | -           | -           | -           | -           | 7      | 3      | 1      | 3      | 42,86      |             |
| Totale Carriera     | Totale Carriera      | Totale Carriera   | 326        | 131        | 92         | 103        |                 | 48              | 30              | 6               | 12              |                    | 8                  | 6                  | 0                  | 2                  |             | 1           | 0           | 0           | 1           | 383    | 167    | 98     | 118    | 43,60      |             |

#### Nazionale nel dettaglio
Statistiche aggiornate al 27 marzo 2024.
| Stagione        | Squadra       | Campionato                    | Piazzamento                            | Andamento | Andamento | Andamento | Andamento | Andamento  | Reti | Reti | Reti |
| Stagione        | Squadra       | Campionato                    | Piazzamento                            | Giocate   | Vittorie  | Pareggi   | Sconfitte | % vittorie | GF   | GS   | DR   |
| --------------- | ------------- | ----------------------------- | -------------------------------------- | --------- | --------- | --------- | --------- | ---------- | ---- | ---- | ---- |
| 2022            | Grecia        | UEFA Nations League 2022-2023 | 1º nel gruppo 2 della Lega C, promosso | 6         | 5         | 0         | 1         | 83,33      | 10   | 2    | +8   |
| 2023            | Grecia        | Qual. Euro 2024               | 3º nel gruppo B, eliminato ai play-off | 8         | 4         | 1         | 3         | 50,00      | 14   | 8    | +6   |
| 2024 (play-off) | Grecia        | Qual. Euro 2024               | 3º nel gruppo B, eliminato ai play-off | 2         | 1         | 1         | 0         | 50,00      | 5    | 0    | +5   |
| 2022-2024       | Grecia        | Amichevoli                    |                                        | 6         | 2         | 2         | 2         | 33,33      | 6    | 5    | +1   |
| Totale Grecia   | Totale Grecia | Totale Grecia                 | Totale Grecia                          | 22        | 12        | 4         | 6         | 54,55      | 35   | 15   | +20  |

#### Panchine da commissario tecnico della nazionale greca
| Cronologia completa delle presenze e delle reti in nazionale ― Grecia | Cronologia completa delle presenze e delle reti in nazionale ― Grecia | Cronologia completa delle presenze e delle reti in nazionale ― Grecia | Cronologia completa delle presenze e delle reti in nazionale ― Grecia | Cronologia completa delle presenze e delle reti in nazionale ― Grecia | Cronologia completa delle presenze e delle reti in nazionale ― Grecia | Cronologia completa delle presenze e delle reti in nazionale ― Grecia                     | Cronologia completa delle presenze e delle reti in nazionale ― Grecia |
| Data                                                                  | Città                                                                 | In casa                                                               | Risultato                                                             | Ospiti                                                                | Competizione                                                          | Reti                                                                                      | Note                                                                  |
| --------------------------------------------------------------------- | --------------------------------------------------------------------- | --------------------------------------------------------------------- | --------------------------------------------------------------------- | --------------------------------------------------------------------- | --------------------------------------------------------------------- | ----------------------------------------------------------------------------------------- | --------------------------------------------------------------------- |
| 25-3-2022                                                             | Bucarest                                                              | Romania                                                               | 0 – 1                                                                 | Grecia                                                                | Amichevole                                                            | Andreas Bouchalakis                                                                       | Cap: P.Mantalos                                                       |
| 28-3-2022                                                             | Podgorica                                                             | Montenegro                                                            | 1 – 0                                                                 | Grecia                                                                | Amichevole                                                            | -                                                                                         | Cap: A.Bakasetas                                                      |
| 2-6-2022                                                              | Belfast                                                               | Irlanda del Nord                                                      | 0 – 1                                                                 | Grecia                                                                | UEFA Nations League 2022-2023 - Lega C                                | Anastasios Bakasetas                                                                      | Cap: A.Bakasetas                                                      |
| 5-6-2022                                                              | Pristina                                                              | Kosovo                                                                | 0 – 1                                                                 | Grecia                                                                | UEFA Nations League 2022-2023 - Lega C                                | Anastasios Bakasetas                                                                      | Cap: A.Bakasetas                                                      |
| 9-6-2022                                                              | Volos                                                                 | Grecia                                                                | 3 – 0                                                                 | Cipro                                                                 | UEFA Nations League 2022-2023 - Lega C                                | Anastasios Bakasetas Vangelis Pavlidis Dīmītrīs Limnios                                   | Cap: A.Bakasetas                                                      |
| 12-6-2022                                                             | Volos                                                                 | Grecia                                                                | 2 – 0                                                                 | Kosovo                                                                | UEFA Nations League 2022-2023 - Lega C                                | Giōrgos Giakoumakīs Petros Mantalos                                                       | Cap: A.Bakasetas                                                      |
| 24-9-2022                                                             | Larnaca                                                               | Cipro                                                                 | 1 – 0                                                                 | Grecia                                                                | UEFA Nations League 2022-2023 - Lega C                                | -                                                                                         | Cap: A.Bakasetas                                                      |
| 27-9-2022                                                             | Atene                                                                 | Grecia                                                                | 3 – 1                                                                 | Irlanda del Nord                                                      | UEFA Nations League 2022-2023 - Lega C                                | Dīmītrios Pelkas Giōrgos Masouras Petros Mantalos                                         | Cap: A.Bakasetas                                                      |
| 17-11-2022                                                            | Ta' Qali                                                              | Malta                                                                 | 2 – 2                                                                 | Grecia                                                                | Amichevole                                                            | Anastasios Bakasetas Taxiarchis Fountas                                                   | Cap: A.Bakasetas                                                      |
| 20-11-2022                                                            | Budapest                                                              | Ungheria                                                              | 2 – 1                                                                 | Grecia                                                                | Amichevole                                                            | Anastasios Bakasetas (rig.)                                                               | Cap: A.Bakasetas                                                      |
| 24-3-2023                                                             | Faro                                                                  | Gibilterra                                                            | 0 – 3                                                                 | Grecia                                                                | Qual. Euro 2024                                                       | Giōrgos Masouras Manolis Siopis Anastasios Bakasetas                                      | Cap: A.Bakasetas                                                      |
| 27-3-2023                                                             | Atene                                                                 | Grecia                                                                | 0 – 0                                                                 | Lituania                                                              | Amichevole                                                            | -                                                                                         | Cap: A.Bakasetas                                                      |
| 16-6-2023                                                             | Atene                                                                 | Grecia                                                                | 2 – 1                                                                 | Irlanda                                                               | Qual. Euro 2024                                                       | Anastasios Bakasetas (rig.) Giōrgos Masouras                                              | Cap: A.Bakasetas                                                      |
| 19-6-2023                                                             | Saint-Denis                                                           | Francia                                                               | 1 – 0                                                                 | Grecia                                                                | Qual. Euro 2024                                                       | -                                                                                         | Cap: A.Bakasetas                                                      |
| 7-9-2023                                                              | Eindhoven                                                             | Paesi Bassi                                                           | 3 – 0                                                                 | Grecia                                                                | Qual. Euro 2024                                                       | -                                                                                         | Cap: A.Bakasetas                                                      |
| 10-9-2023                                                             | Atene                                                                 | Grecia                                                                | 5 – 0                                                                 | Gibilterra                                                            | Qual. Euro 2024                                                       | Dīmītrios Pelkas 2 Kōnstantinos Mavropanos 2 Giōrgos Masouras                             | Cap: A.Bakasetas                                                      |
| 13-10-2023                                                            | Dublino                                                               | Irlanda                                                               | 0 – 2                                                                 | Grecia                                                                | Qual. Euro 2024                                                       | Giōrgos Giakoumakīs Giōrgos Masouras                                                      | Cap: A.Bakasetas                                                      |
| 16-10-2023                                                            | Atene                                                                 | Grecia                                                                | 0 – 1                                                                 | Paesi Bassi                                                           | Qual. Euro 2024                                                       | -                                                                                         | Cap: A.Bakasetas                                                      |
| 17-11-2023                                                            | Atene                                                                 | Grecia                                                                | 2 – 0                                                                 | Nuova Zelanda                                                         | Amichevole                                                            | Giannīs Kōnstantelias Giōrgos Giakoumakīs                                                 | Cap: A.Bakasetas                                                      |
| 21-11-2023                                                            | Atene                                                                 | Grecia                                                                | 2 – 2                                                                 | Francia                                                               | Qual. Euro 2024                                                       | Anastasios Bakasetas Fōtīs Iōannidīs                                                      | Cap: A.Bakasetas                                                      |
| 21-3-2024                                                             | Atene                                                                 | Grecia                                                                | 5 – 0                                                                 | Kazakistan                                                            | Qual. Euro 2024                                                       | Anastasios Bakasetas (rig.) Dīmītrios Pelkas Fōtīs Iōannidīs Dimitrios Kourbelis autorete | Cap: A.Bakasetas                                                      |
| 26-3-2024                                                             | Tbilisi                                                               | Georgia                                                               | 0 – 0 dts (4 - 2 dtr)                                                 | Grecia                                                                | Qual. Euro 2024                                                       | -                                                                                         | Cap: A. Bakasetas                                                     |
| Totale                                                                |                                                                       | Presenze                                                              | 22                                                                    |                                                                       | Reti                                                                  | 35                                                                                        |                                                                       |

## Palmarès

### Giocatore

#### Club
- Coppa di Spagna: 1

Real Saragoza: 1993-1994
- Coppa di Lega inglese: 1

Chelsea: 1997-1998
- Coppa d'Inghilterra: 1

Chelsea: 1999-2000
- Community Shield: 1

Chelsea: 2000

#### Competizioni Internazionali
- Coppa delle Coppe: 2

Real Saragoza: 1994-1995
Chelsea: 1997-1998
- Supercoppa UEFA: 1

Chelsea: 1998

#### Nazionale
- Coppa America: 1

1995

### Allenatore

#### Competizioni nazionali
- Football League One: 1

Brighton: 2010-2011